# 総谷トンネル

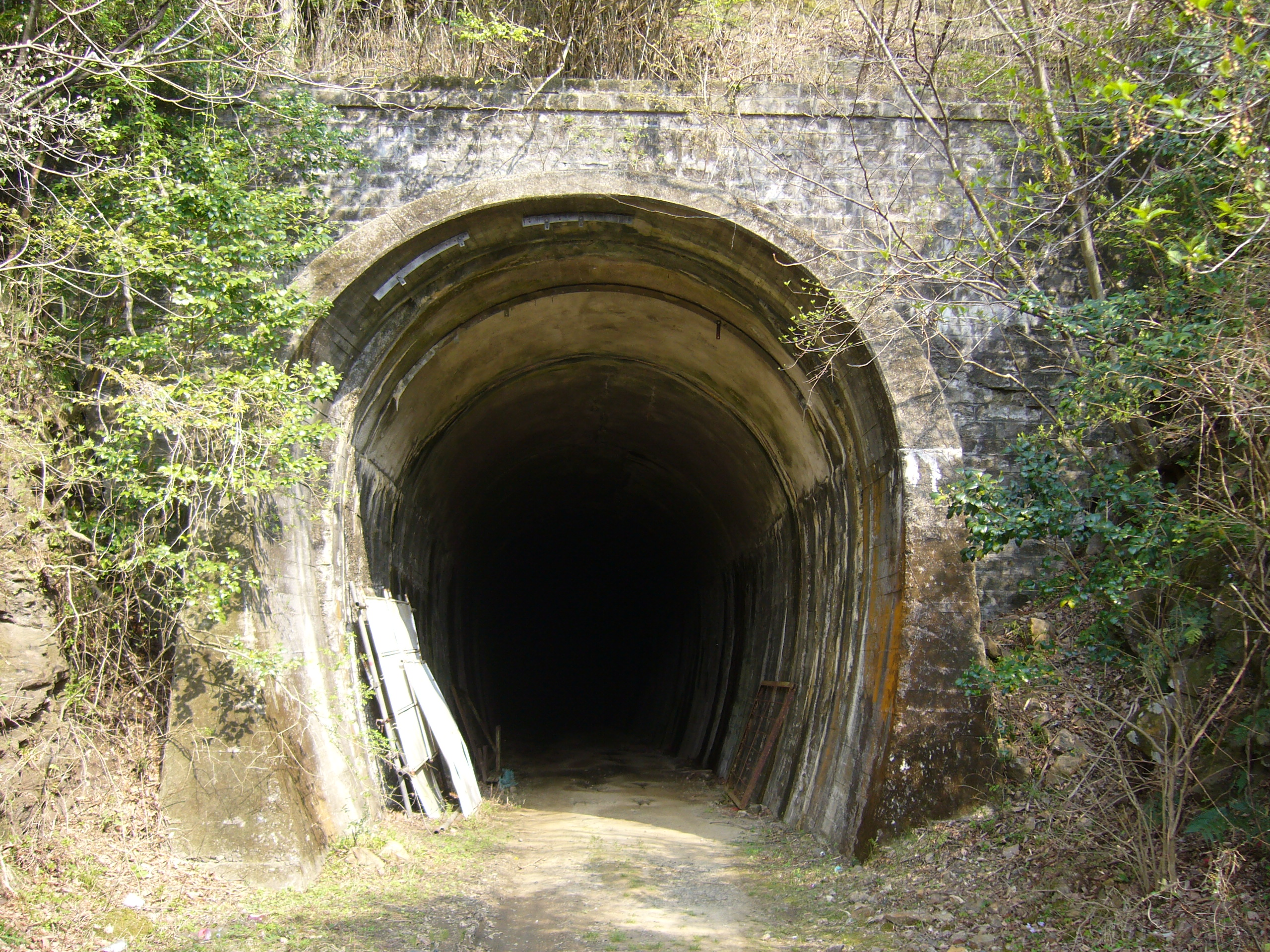
旧総谷トンネル大阪側入り口

総谷トンネル（そうだにトンネル）は、三重県一志郡白山町（現・三重県津市）の近鉄大阪線 東青山駅 - 榊原温泉口駅間にあったトンネルである。

## 概要
近鉄大阪線の阿保駅（現・青山町駅） - 佐田駅（現・榊原温泉口駅）間が開業した1930年（昭和5年）12月20日から使用開始された。当初は単線で開業したが、1970年代初頭になると、列車本数増加に対応すべく大阪線の全線複線化の計画が浮上。その矢先、1971年（昭和46年）10月25日に総谷トンネル内で上本町（現・大阪上本町）発近鉄名古屋行の特急と、賢島発近鉄難波（現・大阪難波）・京都行特急が正面衝突し、死者25人・重軽傷者227人の大惨事となった（近鉄大阪線列車衝突事故を参照）。
この為、大阪線の全線複線化計画を予定より前倒しして実施、1975年（昭和50年）11月22日に大阪線の全線複線化と同時に新青山トンネル・新総谷トンネル経由の西青山駅 - 東青山駅 - 榊原温泉口駅間の新線が開業、青山トンネル・総谷トンネルを含む旧線区間は全線廃止された。
現在は東青山駅から徒歩10分ほどの東青山四季のさとに隣接する場所に大阪側入り口が残っている。

## 周辺の駅
東青山駅 - （垣内西信号所） - （垣内東信号所） - （総谷トンネル） - 榊原温泉口駅